# Miniatuurpark

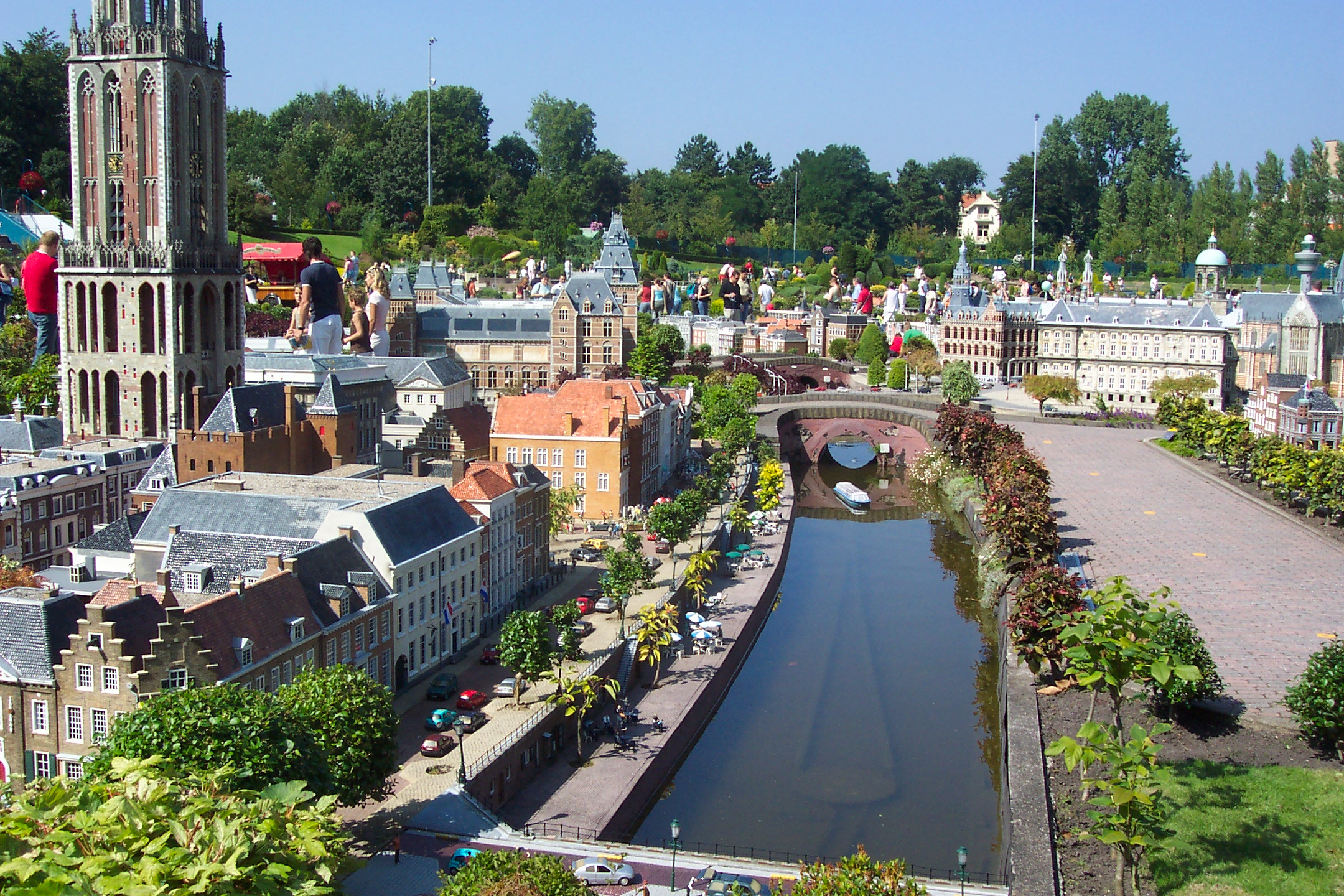
Madurodam

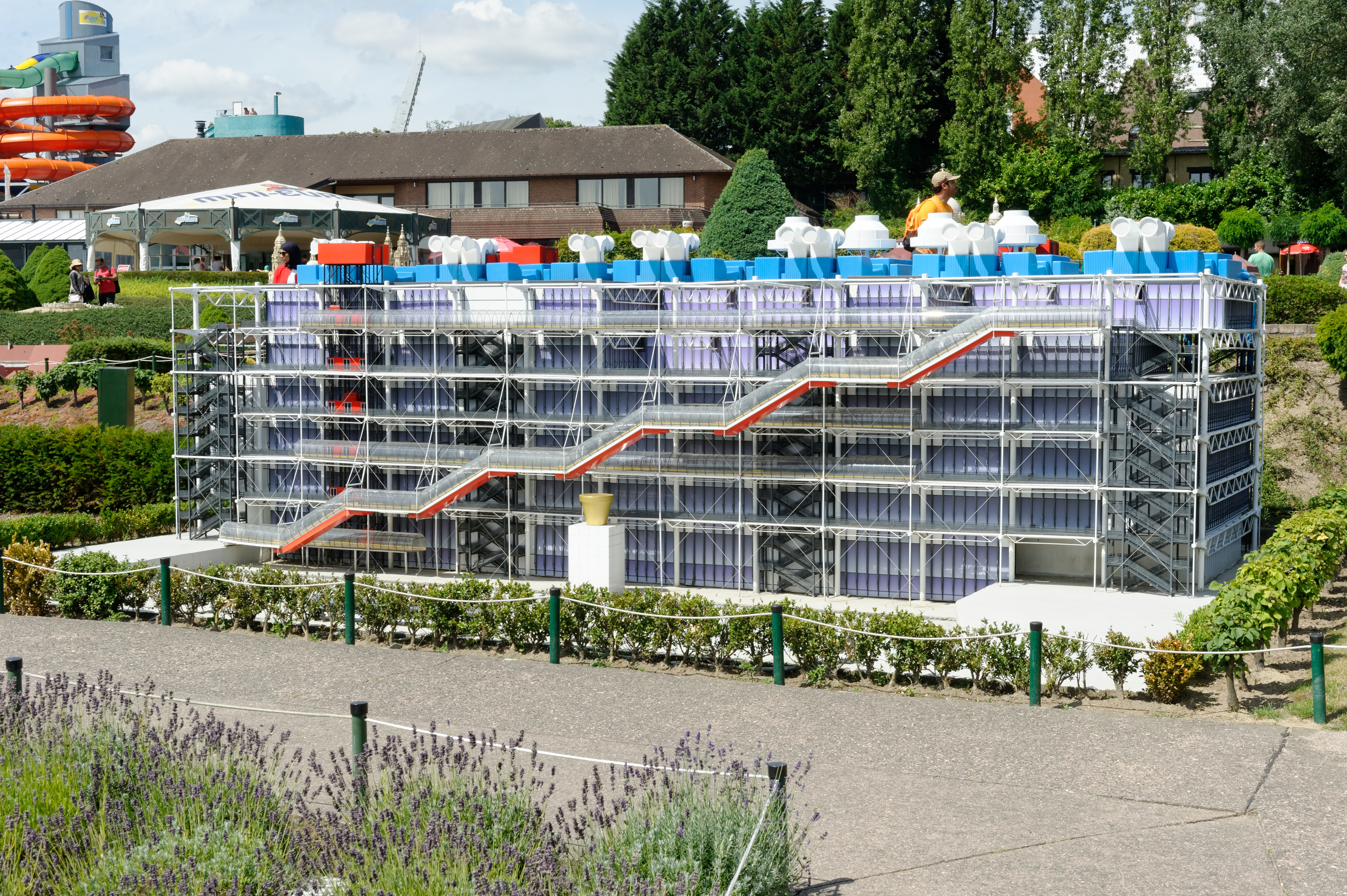
Mini-Europa

Een miniatuurpark is een tentoonstelling van gebouwen op schaal.

## Nederland
Het bekendste Nederlandse miniatuurpark is Madurodam in Den Haag, met gebouwen uit heel Nederland op schaal 1:25. 
In Museum Oud-Oosterhout is een miniatuurpark met ongeveer 270 Oosterhoutse gebouwen. De gebouwen zijn op schaal 1:20.
In Middelburg bevindt zich Mini Mundi, voorheen Miniatuur Walcheren, met gebouwen uit de omgeving op schaal 1:20. Evenals in Madurodam zijn deze aangekleed met schaalmodellen van voertuigen.
In Rotterdam is in maart 2007 Miniworld Rotterdam geopend. Dit is de grootste overdekte miniatuurwereld van Nederland op schaal 1:87, waarbij het in de tentoonstellingsruimte elke 24 minuten dag en nacht wordt.
In Kaatsheuvel in attractiepark de Efteling is een miniatuurwereld gebouwd onder de naam Diorama. Op basis van de ontwerpen van Anton Pieck is in 1971 de attractie geopend.

## België
Te Antwerpen bevond zich Antwerpen Miniatuurstad. Vrijwel de gehele stad was er op schaal nagebouwd. De miniatuurstad werd in 2009 afgebroken.
In Brussel bevindt zich Mini-Europa, met gebouwen uit de hele Europese Unie.

## Lijst van miniatuurparken (selectie)
- Antwerpen Miniatuurstad (Antwerpen, België) - afgebroken in 2009
- Bekonscot (Buckinghamshire, Engeland)
- Catalunya en Miniatura (Catalonië, Spanje)
- France Miniature (Élancourt, Frankrijk)
- Italia in Miniatura (Rimini, Italië)
- Legoland (Californië - Billund - Duitsland - Windsor)
- Madurodam (Den Haag, Nederland)
- Nederlandse landschappen in miniatuur (Beek-Ubbergen, Nederland)
- Mini-Israël (Israël)
- Mini-Europa (Brussel, België)
- Miniaturk (Istanboel, Turkije)
- Miniworld Rotterdam (Rotterdam, Nederland)
- Miniatuur Walcheren (Middelburg, Nederland)
- Minicity (Antalya, Turkije)
- Minimundus (Klagenfurt, Oostenrijk)
- Minimundus Bodensee (Meckenbeuren, Duitsland)
- Model World (Wicklow, Ierland)
- Mundomágico (Santiago, Chili) - gesloten
- Pasión Mudejar (Olmedo, Spanje)
- Swissminiatur (Melide, Zwitserland)
- Tiny Town (Colorado, Verenigde Staten)
- World Park (Peking, China)